# Daniel Gäsche

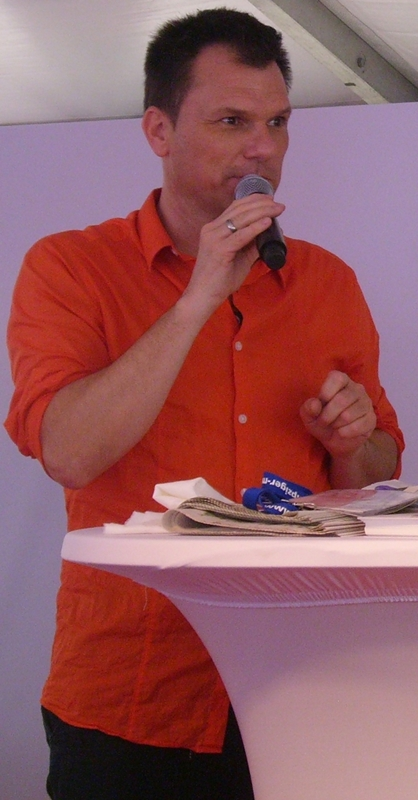
Daniel Gäsche beim RBB-Fest 2013

Daniel Gäsche (* 1968 in Berlin) ist ein deutscher Journalist, Fernsehmoderator und Buchautor.

## Leben
Als 12-Jähriger arbeitete Gäsche als Reporter und Moderator der RIAS-Jugendsendungen Doppeldecker und Flick Flack. Nach dem Abitur absolvierte er eine Ausbildung zum Versicherungskaufmann und arbeitete bis 1990 in dieser Branche. Von 1990 bis 1999 war Gäsche Redakteur und Moderator beim Berliner Radiosender Hundert,6. Parallel studierte er von 1992 bis 1998 an der Freien Universität Berlin Publizistik, Geschichte und Germanistik. Von 1998 bis 2000 war Gäsche Pressesprecher beim Fußball-Zweitligisten Tennis Borussia Berlin. Ab 1999 stand er zudem beim Sender Freies Berlin (SFB) als TV-Morgen- und Tagesmoderator für die Abendschau und die Abendschau-News vor der Kamera. Für den Berliner Radiosender infoRADIO, das SFB-Fernsehen und dessen Nachfolger rbb berichtete Daniel Gäsche als Sportmoderator und Reporter. Bis 2007 gehörte er zum Moderatoren-Team von rbb um 6 und der Abendschau.
Als Buchautor veröffentlichte Gäsche 2005 die Hippie-Biografie Juppy – Aus dem Leben eines Revoluzzers. Im Jahr 2008 erschien Born to be wild – Die 68er und die Musik, aus dem der Focus ein Interview zu einem Artikel über ein Drogengeständnis von Rezzo Schlauch benutzte.

## Werke
- Juppy – aus dem Leben eines Revoluzzers. Militzke, Leipzig 2005, ISBN 3-86189-730-X.
- Born to be wild oder die 68er und die Musik. Militzke, Leipzig 2008, ISBN 978-3-86189-806-1.
- Eingereist und abgetaucht. Illegal in Deutschland. Militzke, Leipzig 2014, ISBN 978-3-86189-866-5.